# Indalmus coomani sinensis
Indalmus coomani sinensis es una subespecie de coleóptero de la familia Endomychidae.

## Distribución geográfica
Habita en Kiangsi (China).